# 難波田憲重

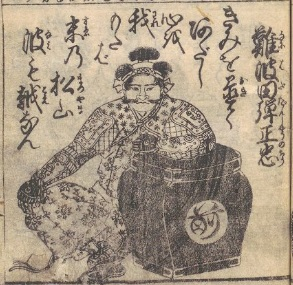
難波田憲重（『英雄百首』（歌川貞秀画））

難波田 憲重（なんばだ のりしげ、? - 天文15年（1546年）4月20日）は、戦国時代の武将。扇谷上杉氏の家臣。松山城城主、深大寺城城主。弾正を称した。初名は正直と推定され、別名は善銀（法名）。難波田広定の子とも。子に、男子3名のほか、女子（太田資正妻）、女子（大森式部大輔妻、難波田憲次母）。難波田は「なばた」とも読む。

## 生涯
難波田氏は、武蔵七党のひとつ村山党に属していた金子小太郎高範の流れを汲む一族である。古くから入間郡難波田郷（現在の埼玉県富士見市南畑地区付近）に拠点として難波田城を有した。観応の擾乱の際に発生した羽祢蔵合戦では足利直義方にあった難波田九郎三郎が足利尊氏方の高麗経澄に討たれたとする記録が残されている。その後、15世紀後半の扇谷上杉氏の入間地域進出に従い、15世紀末から16世紀初頭にかけて扇谷上杉氏の重臣であった太田氏や上田氏の嫡流が主家と対立して没落すると、代わりに重臣として台頭した。ただし、それまでの経緯については不明点も多い。
天文6年（1537年）に河越城を奪われた主君・上杉朝定を松山城に迎え後北条氏と戦った。扇谷上杉氏の重臣として家勢の挽回に努め、天文10年（1541年）の北条氏綱の病死を機として河越城攻略に乗り出すが、跡を継いだ北条氏康に阻まれた。その後、山内上杉氏の当主で関東管領・上杉憲政の救援を求めており、同じ頃に村上義清に追われた真田幸隆が憲政を頼った際に居並ぶ諸将の中に「難波田弾正少弼」がいたと記されている（『加沢記』）。また、この時期に憲政の片諱を受けて「正直」から「憲重」に改名したとする説もある。
憲重の工作が奏して、天文14年（1545年）に両上杉氏に古河公方・足利晴氏を加えた連合軍が後北条氏の河越城を包囲するが、天文15年（1546年）の河越城の戦いにおいて古井戸に落ちて死去したと伝えられる。憲重の死とともに扇谷上杉氏は滅亡し、息子3名と甥とされる難波田隼人正も天文6年（1537年）の河越城の戦いで戦死していたため、難波田氏は没落した。憲重死後に婿養子であった太田資正が一時、難波田氏の家督を継いだことがあったが、後に実家の岩付太田氏を継承している。松山城はその後、太田資正と甥の上田朝直（母が憲重の姉妹）の争いの対象となる。その後上田氏や後北条氏の家臣に難波田姓の人物が散見される。江戸時代になり外孫の難波田憲次の子孫は江戸幕府の幕臣として続いた。
なお、北条氏家臣の山中主膳と戦闘中に和歌のやりとりをしたという逸話（松山城風流合戦）がある。